# Стенвалль, Сельм
Сельм Стенвалль (швед. Selm Stenvall; 4 мая 1914, Швеция — 28 мая 1995) — шведский лыжник, призёр чемпионата мира.

## Карьера
На чемпионате мира 1939 года в Закопане в эстафетной гонке вместе с Карлом Палином, Альваром Хегглундом и Юном Вестбергом завоевал серебро, чуть более минуты уступив победившим финнам и почти 4 минуты выиграв у ставших третьими итальянцев.
Других значимых достижений на международном уровне не имеет, в Олимпийских играх никогда не участвовал.